# 구체제와 프랑스 혁명
구체제와 프랑스 혁명 ( The Old Regime and the Revolution )은 '앙시앵 레짐과 프랑스 혁명'이라고도 불리며, 알렉시 드 토크빌이 쓴 작품이다.  그는 프랑스 혁명 이전의 구체제가 어떻게 프랑스 혁명을 일어나게 했는가에 대하여 고찰하였다.  그는 프랑스 혁명의 의도가 구체제와의 결별을 위해 일어났지만, 결과적으로는 다시 강력한 중앙 집권 정부로 회귀했다는 사실을 폭로하였다. 

## 내용
토크빌은 이 책에서 자유의 아름다움을 세 가지로 요약하였다.
1. 자유가 사람들을 개인주의의 굴레에서 벗어나게 해준다.  그는 사소한 집착을 없애고 연대의식을 촉진하는 데 자유보다 더 위력적인 것이 없다고 여겼다. 정치적 자유가 사람들을 개인주의의 늪에서 꺼내 서로 의지하고 협력하게 만든다.
2. 자유는 물질적 집착에서도 벗어나게 만든다.  자유로운 민주주의 사회에서만 위대한 시민이 나올 수 있고 위대한 민족이 나올 수 있다.
3. 자유에 대한 섣부른 기대를 하지 말라.  자유에서 이득만 취하고자 하면 자유는 오래가지 못한다.  자유 그 자체가 아닌 다른 이득을 얻으려고 하면 그것은 노예 근성 때문이다.

## 같이 보기
- 경제사회학